# Archidamus IV
Archidamus IV (Grieks: Ἀρχίδαμος) was een Spartaanse koning die regeerde van ca. 305 v. Chr. tot ca. 275 v. Chr. Hij was de 23e koning van de Eurypontiden. Hij was de zoon en opvolger van Eudamidas I. Zelf werd hij opgevolgd door zijn zoon Eudamidas II. Over zijn heerschappij is zeer weinig bekend. We weten enkel dat hij aanvoerder was van een mislukte veldtocht tegen Demetrios Poliorketes, de zoon van Antigonos I Monophthalmos. Tijdens die oorlog werd hij eerst verslagen bij Mantinea, nadien bij Sparta zelf. Tijdens de oorlog stierven 200 Spartanen en werden 500 Spartanen krijgsgevangen genomen. Aangezien na deze oorlog geen enkele bron hem nog vermeldt, gaan sommige historici ervan uit dat hij toen gestorven is. Anderen zijn van mening dat Plutarchus, de enige bron over die oorlog, zijn dood in dat geval zeker vermeld zou hebben. Archidamus IV wordt door Pausanias niet vermeld in de lijsten van koningen van de Eurypontiden. Wetenschappers gaan ervan uit dat hij verward werd met Eudamidas I en II, zijn voorganger en opvolger. 